# HMS Havock (1936)
HMS Havock – brytyjski niszczyciel z okresu II wojny światowej, należący do typu H. Nosił numer burtowy H43. W latach 1937−1939 operował na Morzu Śródziemnym, patrolując między innymi wybrzeża hiszpańskie. Tuż przed wybuchem wojny został przesunięty na Atlantyk, zaś w 1940 roku wszedł w skład Home Fleet. Wziął udział w kampanii norweskiej, by już w maju 1940 roku powrócić na Morze Śródziemne. Przez następne dwa lata był aktywnie wykorzystywany na tym akwenie. Został wysadzony przez własną załogę 6 kwietnia 1942 roku, po wejściu na mieliznę u wybrzeży Tunezji.

## Budowa
„Havock” powstał w ramach programu rozbudowy floty na rok 1934 jako jedna z jednostek typu H, kolejnego w długiej linii rozwojowej brytyjskich okrętów tej klasy, zbiorczo określanych mianem typów A-I. Stępkę pod budowę niszczyciela położono w stoczni W. Denny & Brothers (znanej w skrócie jako Denny) w Dumbarton w Szkocji 15 maja 1935 roku. Wodowanie odbyło się 7 lipca 1936 roku, zaś przyjęcie do służby 18 stycznia 1937 roku. Był szóstym okrętem Royal Navy noszącym tę nazwę. Całkowity koszt budowy niszczyciela wyniósł 248 470 funtów. Otrzymał numer burtowy (pennant number) H43.

## Opis konstrukcji
„Havock” miał charakterystyczną dla niszczycieli z okresu przed II wojną światową konstrukcję kadłuba, z wzniesioną dziobówką i uskokiem na wysokości masztu przedniego. Przy wyporności standardowej 1340 ton angielskich (ts) i pełnej 1859 ts miał długość całkowitą 98,5 m, szerokość maksymalną 10,1 m oraz średnie zanurzenie 3,8 m. Napęd stanowiły dwie turbiny parowe systemu Parsonsa o łącznej mocy 34 000 shp. Parę do turbin dostarczały trzy kotły typu Admiralicji, umieszczone w dwóch kotłowniach. Spaliny były odprowadzane przez dwa kominy. Prędkość maksymalna niszczyciela wynosiła 36 węzłów, zasięg 5530 mil morskich przy prędkości ekonomicznej 15 węzłów.
Główne uzbrojenie artyleryjskie okrętu stanowiły cztery działa QF 4,7 inch Mark IX kal. 120 mm, rozmieszczone po dwa na dziobie i rufie, w superpozycji. Do obrony przeciwlotniczej przeznaczono dwa poczwórnie sprzężone wielkokalibrowe karabiny maszynowe Vickers kal. 12,7 mm. Na śródokręciu niszczyciel posiadał dwie poczwórne wyrzutnie torpedowe kal. 533 mm. Dla zwalczania okrętów podwodnych przewidziano dwa miotacze i zrzutnię bomb głębinowych na rufie, z zapasem 20 ładunków.
Wobec wczesnej utraty okrętu nie przeszedł on nigdy głębszej modyfikacji uzbrojenia, której poddawane były jednostki przeznaczone do służby eskortowej. Około wiosny 1940 roku, podobnie jak na innych brytyjskich niszczycielach, zamieniono na nim drugi poczwórny aparat torpedowy na działo przeciwlotnicze kal. 76 mm. W 1941 roku dodano dwa działka przeciwlotnicze Oerlikon kal. 20 mm na skrzydłach nadbudówki dziobowej i zamontowano radar typu 286 na maszcie oraz radionamiernik MF/DF. W 1942 roku zamieniono mało skuteczne dwa poczwórne wkm-y na śródokręciu na pojedyncze działka 20 mm Oerlikon.
Etatowa załoga niszczyciela po wejściu do służby wynosiła 145 oficerów i marynarzy.

## Służba przed wybuchem II wojny światowej
Po wejściu do służby, „Havock” został przydzielony do 2. Flotylli Niszczycieli (2nd Destroyer Flotilla) i skierowany na Morze Śródziemne, gdzie odbywał patrole zgodnie z brytyjską polityką nieingerencji w czasie wojny domowej w Hiszpanii. 13 marca 1937 roku wraz z „Gypsy” był nieskutecznie bombardowany w rejonie Majorki przez samoloty frankistowskie. W nocy z 31 sierpnia na 1 września 1937 roku „Havock” został zaatakowany torpedą przez niezidentyfikowany okręt podwodny, lecz torpeda chybiła. W odpowiedzi niszczyciel zaatakował okręt podwodny bombami głębinowymi (na takie działania przeciwko „pirackim” okrętom podwodnym zezwoliła Admiralicja 17 sierpnia), ale uciekł on z nieznacznymi uszkodzeniami. Dopiero po zakończeniu II wojny światowej i ujawnieniu włoskich archiwów okazało się, że napastnikiem był włoski „Iride” pod dowództwem księcia Junio Valerio Borghese, wypożyczony marynarce frankistowskiej (wraz z załogą) w ramach pomocy wojskowej. W sierpniu 1939 roku „Havock” został wysłany do Wielkiej Brytanii na krótki remont w Sheerness.

## II wojna światowa
W dniu przystąpienia Wielkiej Brytanii do działań wojennych 3 września 1939 roku, „Havock” przebywał na Atlantyku w drodze do Freetown, gdzie dołączył do Force K, zespołu okrętów patrolujących ocean w poszukiwaniu niemieckich rajderów i łamaczy blokady. W listopadzie 1939 roku został odesłany do kraju w celu przeprowadzenia kolejnego przeglądu stoczniowego. Po jego zakończeniu i odbyciu prób morskich niszczyciel został przydzielony do Home Fleet i przebazowany do Scapa Flow, wchodząc ponownie 27 marca 1940 roku w skład 2. Flotylli, dowodzonej przez komandora Bernarda Warburton-Lee. Jego dowódcą był wówczas komandor podporucznik (Lieutenant Commander) Rafe Edward Courage.

### I bitwa pod Narwikiem
5 kwietnia 1940 roku 2. Flotylla z HMS „Havock” wyszła z bazy jako eskorta sił mających za zadanie postawienie min na trasach przewozu rudy żelaza z portów norweskich do III Rzeszy (operacja Wilfred). Operacja ta zbiegła się z niemiecką inwazją na Norwegię. Do fiordu Ofot, w głębi którego znajduje się Narwik, wpłynął zespół dziesięciu niszczycieli Kriegsmarine z desantem na pokładach. Niemieccy żołnierze zajęli port i miasto. W tym czasie 2. Flotylla, nie mając informacji o faktycznej sytuacji, zajęła pozycję u wejścia do fiordu.
10 kwietnia nad ranem komandor Warburton-Lee wprowadził swoje okręty do fiordu Ofot. Korzystając ze słabej widoczności doprowadził je niezauważone aż do portu w Narwiku, gdzie zastał Niemców pobierających paliwo ze zbiornikowca „Jan Wellem”. Jako pierwszy, korzystając z zaskoczenia, otworzył ogień flagowy „Hardy”, którego torpedy trafiły w niemiecki „Wilhelm Heidkamp”. Kolejno do walki weszły „Hunter” i „Havock”. Celna salwa torpedowa wystrzelona najprawdopodobniej z tego ostatniego zatopiła kolejny niemiecki okręt „Anton Schmitt”. W starciu tym uszkodzone zostały także „Hermann Künne”, „Diether von Roeder” i „Hans Lüdemann” oraz statki stojące w porcie.
Przewaga zespołu niemieckiego uwidoczniła się w drugiej fazie bitwy, kiedy atakujące ponownie niszczyciele brytyjskie dostały się pod ogień wszystkich sprawnych jednostek przeciwnika. Celny pocisk trafił w mostek flagowego okrętu 2. Flotylli, zabijając lub raniąc większość znajdujących się tam osób, w tym jej dowódcę. „Hardy” rozbił się o brzeg, wielokrotnie trafiony „Hunter” zatonął, zaś uszkodzony „Hotspur” wycofał się, osłaniany przez „Hostile” i „Havocka”. W drodze powrotnej brytyjskie niszczyciele były atakowane przez dwa U-Booty: U-25 i U-51, lecz ich torpedy bądź okazały się niecelne, bądź zawiodły w nich zapalniki magnetyczne.
Powracające do fiordu Skjael niszczyciele napotkały w morzu niemiecki zaopatrzeniowiec „Rauenfels”, wiozący amunicję dla walczących w okolicy Narwiku oddziałów niemieckich. Po ucieczce załogi został on zatopiony ogniem artyleryjskim. „Havock” pozostawał na wodach norweskich do początku maja 1940 roku (osłaniając m.in. pancernik „Warspite” podczas bombardowania wojsk niemieckich w Narwiku 24 kwietnia), następnie, wobec niemieckiej agresji na zachodzie Europy, został przebazowany na południe, podlegając Nore Command. 10 maja wraz z dwoma bliźniaczymi niszczycielami, ostrzeliwał wojska niemieckie w rejonie lotniska Waalhaven. Później prowadził akcję ratowniczą rozbitków zatopionego promu „Prinses Juliana”, których wysadził na ląd w Hoek van Holland. 16 maja, wobec coraz wyraźniejszej możliwości włączenia się Włoch do walk po stronie III Rzeszy, „Havock” został przebazowany na Morze Śródziemne, aby wzmocnić tamtejsze siły eskortowe.

### Bitwa koło przylądka Spatha
19 lipca 1940 roku w okolicy przylądka Spatha na północno-zachodnim wybrzeżu Krety miało miejsce starcie dwóch włoskich krążowników lekkich: „Giovanni delle Bande Nere” i „Bartolomeo Colleoni”, usiłujących przedostać się na wyspę Leros w archipelagu Dodekanezu z australijskim „Sydney”, osłanianym przez pięć brytyjskich niszczycieli, w tym „Havocka”. Pociski z „Sydneya” uszkodziły i unieruchomiły „Bartolomeo Colleoni”, który został następnie zatopiony torpedami jednostek osłony. Drugi włoski krążownik zdołał uciec, wykorzystując przewagę prędkości. „Havock” wziął następnie udział w ratowaniu ocalałych marynarzy włoskich, z których ogółem 525 zostało podjętych na pokłady brytyjskich okrętów i przewiezionych do Aleksandrii (zginęło 121 Włochów, a dowódca „Bartolomeo Colleoni”, komandor Umberto Novaro, zmarł następnego dnia od odniesionych ran i został pochowany z honorami wojskowymi na cmentarzu w Aleksandrii). W drodze powrotnej „Havock” został zaatakowany i uszkodzony przez włoskie samoloty.

### Działania eskortowe
2 października 1940 roku „Havock”, działając wspólnie z bliźniaczym niszczycielem „Hasty”, zaatakował u wybrzeży afrykańskich na północ od Sidi Barrani włoski okręt podwodny „Berillo”. Uszkodzony wybuchami bomb głębinowych przeciwnik został zmuszony do wynurzenia i zatopiony ogniem artyleryjskim, zaś 47 członków jego załogi uratowanych i wziętych do niewoli.
W listopadzie 1940 roku niszczyciel wciąż wypełniał zadania eskortowe. Stanowił m.in. osłonę dla lotniskowca „Illustrious” podczas operacji Judgement, kiedy w nalocie samolotów pokładowych na bazę w Tarencie nocą z 11 na 12 listopada uszkodzono trzy włoskie pancerniki. W ostatnich dniach listopada niszczyciel wziął udział w operacji Collar, jako okręt osłony sił głównych Floty Śródziemnomorskiej. 23 grudnia 1940 roku zderzył się z pancernikiem „Valiant”, uszkadzając dziób i został odesłany na Maltę, na remont połączony z modernizacją uzbrojenia. Po naprawie i zakończeniu prób morskich w lutym 1941 roku niszczyciel powrócił do pełnienia służby eskortowej, z nowym dowódcą, którym został Geoffrey Robert Gordon Watkins.

### Bitwa koło przylądka Matapan
Wieczorem 27 marca 1941 roku, po otrzymaniu wiadomości o zaobserwowanym silnym zespole włoskim płynącym w stronę Krety, z bazy w Aleksandrii wyszły w morze okręty Floty Śródziemnomorskiej pod dowództwem admirała Cunninghama. „Havock” stanowił część 10. Flotylli Niszczycieli wchodzącej w skład osłony sił głównych: pancerników „Warspite”, „Valiant” i „Barham” oraz lotniskowca „Formidable”. W ciągu dnia 28 marca lotnictwo brytyjskie uszkodziło pancernik „Vittorio Veneto” i krążownik „Pola”. W nocy, korzystając ze wskazań radaru, okręty Royal Navy zatopiły ogniem artyleryjskim i torpedami trzy włoskie krążowniki ciężkie: „Fiume”, „Zara” i uszkodzony wcześniej „Pola”. „Havock” wraz z pozostałymi okrętami eskorty był zaangażowany w odpieranie ataku torpedowego nieprzyjacielskich niszczycieli i przyczynił się bezpośrednio do zatopienia dwóch jednostek: „Alfieri” i „Carducci” (typu Poeti).

### Dalsza działalność na Morzu Śródziemnym
Po bitwie koło przylądka Matapan „Havock” powrócił do zadań eskortowych. W kwietniu 1941 roku, wraz z głównymi siłami Floty Śródziemnomorskiej uczestniczył w osłonie konwoju na Maltę oraz w bombardowaniu Trypolisu, zaś pod koniec miesiąca wspierał ewakuację wojsk brytyjskich z Grecji. W drugiej połowie maja niszczyciel brał udział w obronie Krety. 23 maja, niedaleko Heraklionu, został zaatakowany i uszkodzony przez samoloty Luftwaffe, tracąc 15 zabitych i 10 rannych członków załogi. Po krótkim remoncie w Aleksandrii „Havock” powrócił do służby eskortowej w rejonie Tobruku.
W październiku niszczyciel znów znalazł się w stoczni w Aleksandrii, tym razem w związku z remontem urządzeń napędowych. Powrócił do linii dopiero 4 grudnia 1941 roku. 15 grudnia wyszedł w morze w składzie zespołu floty (trzy krążowniki i osiem niszczycieli) pod dowództwem kontradmirała Philipa Viana. Okręty Royal Navy osłaniały transportowiec „Breconshire” płynący na Maltę. 17 grudnia starły się z siłami włoskimi osłaniającymi konwój do Trypolisu i Bengazi. Pomimo przewagi ogniowej Włochów, kontradmirał Vian nakazał towarzyszącym niszczycielom postawienie zasłony dymnej i przeprowadzenie ataku torpedowego. Po kilkuminutowej wymianie ognia, nazwanej I bitwą pod Syrtą, Włosi, mając na uwadze bezpieczeństwo własnego konwoju i zapadające ciemności, zdecydowali się oderwać od przeciwnika. Następnego dnia zadanie ochrony transportowca przejęły okręty bazujące na Malcie, zaś „Havock” dołączył do sił lekkich usiłujących przechwycić włoski konwój u wybrzeży afrykańskich. Akcja ta skończyła się tragicznie dla Brytyjczyków: po wejściu na włoskie pole minowe zatonął krążownik „Neptune”, a usiłujący ratować jego załogę niszczyciel „Kandahar” oraz krążowniki „Aurora” i „Penelope” odniosły uszkodzenia. „Kandahar” został następnego dnia zatopiony przez przysłany mu na ratunek niszczyciel „Jaguar”. „Havock” szczęśliwie uniknął wejścia na miny i powrócił na Maltę, gdzie został uszkodzony w czasie nalotu.
5 stycznia 1942 roku „Havock” opuścił Maltę, eskortując pusty transportowiec „Breconshire” w drodze powrotnej do Aleksandrii. W połowie miesiąca powrócił na wyspę jako część sił eskortowych konwoju MW-8 (operacja MF-3). Podobną operację o kryptonimie MF-5 przeprowadziła Royal Navy w połowie lutego 1942 roku i znów w skład eskorty wchodził „Havock”. Jednak tym razem, wobec zatopienia lub uszkodzenia wszystkich statków konwoju, okręty brytyjskie powróciły do Aleksandrii nie wykonawszy zadania.
Kolejną akcją, w której uczestniczył, był rajd zespołu Philipa Viana, tzw. Force B, przeciwko żegludze nieprzyjacielskiej, który miał jednocześnie stanowić osłonę dla przebazowywanego z Malty krążownika „Cleopatra”, w dniach od 9 do 11 marca 1942 roku. Zakończył się on utratą okrętu flagowego kontradmirała Viana, krążownika „Naiad”, storpedowanego 11 marca niedaleki Sidi Barrani przez U-565. Już w dwa dni później Force B zostały wysłane w stronę wyspy Rodos, gdzie rankiem 15 marca zbombardowane zostały z morza instalacje i obiekty wojskowe.

### II bitwa pod Syrtą
20 marca 1942 roku Royal Navy rozpoczęła kolejną operację konwojową z Aleksandrii na Maltę. W skład konwoju MW-10 wchodziły cztery transportowce, eskortowane przez krążownik przeciwlotniczy „Carlisle” i sześć niszczycieli 22. Flotylli, w skład której wchodził także „Havock”. Jednocześnie siedem niszczycieli eskortowych 5. Flotylli (jeden z nich, „Heythrop”, został tego samego dnia storpedowany przez U-652) miało przeprowadzić akcję przeciwko okrętom podwodnym u wybrzeży afrykańskich, a następnie dołączyć do konwoju. 21 marca do eskorty dołączyły jeszcze trzy krążowniki lekkie i cztery niszczyciele pod dowództwem kontradmirała Viana, który objął dowództwo nad całością operacji, a następnego dnia krążownik „Penelope” i jeden niszczyciel z Malty.
Już 21 marca konwój został wykryty przez Włochów. Dla jego zniszczenia został wysłany w morze silny zespół okrętów Regia Marina z pancernikiem „Littorio” jako okrętem flagowym admirała Angelo Iachino. Do starcia doszło 22 marca po południu. W trakcie wykonywania ataku torpedowego na okręty włoskie „Havock” został trafiony pociskiem kal. 381 mm z „Littorio”, który spowodował zalanie kotłowni i czasowe unieruchomienie okrętu oraz śmierć siedmiu ludzi. Po uruchomieniu maszynowni przez załogę, uszkodzony niszczyciel został odesłany do stoczni remontowej na Maltę.

### Utrata okrętu
Na Malcie „Havock” został niezwłocznie wprowadzony do suchego doku dla dokonania niezbędnych napraw. Podczas nalotu w dniu 3 kwietnia 1942 roku niszczyciel został uszkodzony pobliskim wybuchem bomby. W tym czasie dowódca Floty Śródziemnomorskiej, admirał Cunningham, podjął decyzję o przebazowaniu wszystkich niezdolnych do walki okrętów z Malty do Gibraltaru. Pierwszą jednostką, która opuściła Maltę dla uniknięcia kolejnych uszkodzeń, był właśnie „Havock”.
Niszczyciel wyszedł z portu w La Valetta wieczorem 5 kwietnia 1942 roku. Rankiem następnego dnia wszedł jednak na mulistą mieliznę u wybrzeży Tunezji, w rejonie latarni Keleba. Ponieważ próby zejścia z mielizny nie przyniosły rezultatu, załoga zdecydowała się wysadzić okręt i przepłynąć na brzeg. W trakcie opuszczania okrętu miał miejsce jeden wypadek śmiertelny. Jeszcze tego samego dnia opuszczoną jednostkę storpedował włoski okręt podwodny „Aradam” (inne źródło stwierdza, że zdarzenia tego nie można potwierdzić). Jürgen Rohwer podaje, że 8 kwietnia wrak okrętu został spenetrowany przez Włochów, którzy odnaleźli tajne dokumenty. Pozostałości okrętu pozostawały na miejscu katastrofy przez kilka następnych lat, aż do zniszczenia ich przez sztormy.
Załoga niszczyciela po wydostaniu się na brzeg została internowana przez lokalne władze francuskie podległe rządowi Vichy i oswobodzona po zajęciu tych terenów przez aliantów pod koniec 1942 roku.